# 斯溫格爾 (加利福尼亞州)
斯溫格爾（英語：Swingle）是位於美國加利福尼亞州優洛縣的一個非建制地區。該地的面積和人口皆未知。

## 地理
斯溫格爾的座標為38°33′30″N 121°40′32″W / 38.55833°N 121.67556°W，而該地的平均海拔高度為10米（即33英尺）。